# Planeta Małp (serial telewizyjny)
Planeta Małp (ang. Planet of the Apes) – 14-odcinkowy amerykański serial telewizyjny, powstały w oparciu o film pod tym samym tytułem, emitowany w 1974, produkcji Fox Broadcasting Company (Herbert Hirschman, Stanley Hough). W Polsce emitowany w 1981. Wydany na DVD.

## Fabuła
W roku 1980 wyrusza ekspedycja do alfa Centauri – załoga statku kosmicznego, lecąc z prędkością nadświetlną, wskutek paradoksu czasowego ląduje na Ziemi w miejscu będącym kiedyś Kalifornią, w roku 3085. Astronauci Alan Virdon i Pete Burke zostają złapani i uwięzieni przez inteligentne małpy i postawieni przed obliczem doktora Zaiusa. W ucieczce pomaga im szympans Galen, asystent Zaiusa. Uciekinierzy odnajdują siedziby ludzi, którzy w przeciwieństwie do małpich niewolników są ucywilizowani. Niestety po piętach depcze im goryl, generał Urko.

## Obsada
- James Naughton jako Pete Burke
- Ron Harper jako Alan Virdon
- Roddy McDowall jako Galen
- Mark Lenard jako Generał Urko
- Booth Colman jako Zaius
- John Hoyt jako Prefekt Barlow
- Royal Dano jako Farrow (odc. Escape From Tomorrow)
- Ron Stein jako Turvo
- Bill Elliot jako Ullman
- Marc Singer jako Dalton (odc. Gladiatorzy)
- Woodrow Parfrey jako Veska (odc. Escape From Tomorrow)

i inni.
W epizodach wystąpili m.in.: Sondra Locke i William Smith.

## Lista odcinków
1. Escape From Tomorrow
2. The Gladiators
3. The Trap
4. The Good Seeds
5. The Legacy
6. Tomorrow's Tide
7. The Surgeon
8. The Deception
9. The Horse Race
10. The Interrogation
11. The Tyrant
12. The Cure
13. The Liberator
14. Up Above the World So High